# تقارب (اقتصاد)
فكرة التقارب في الاقتصاد هي الفرضية القائلة بأن دخل الفرد في الاقتصادات الفقيرة سيميل إلى النمو بمعدلات أسرع من نظيره في الاقتصادات الأكثر ثراءً. نتيجة لذلك، يجب أن تتلاقى جميع الاقتصادات في نهاية المطاف من حيث دخل الفرد. للبلدان النامية القدرة على النمو بمعدل أسرع من البلدان المتقدمة لأن تناقص العائد (خاصة بالنسبة إلى رأس المال) ليس قويًا كما هي الحال في البلدان الغنية. إضافة إلى ذلك، يمكن للبلدان الأكثر فقرًا ان تنسخ طرق الإنتاج والتقنيات والمؤسسات الموجودة في البلدان المتقدمة.
يمكن أن يكون لمصطلح «التقارب» في أدبيات النمو الاقتصادي معنيين. يشير النوع الأول (يسمى أحيانًا «تقارب سيغما») إلى انخفاض في تباعد مستويات الدخل بين الاقتصادات. من ناحية أخرى، يحدث «تقارب بيتا» عندما تنمو الاقتصادات الفقيرة أسرع من الاقتصادات الغنية. يقول الاقتصاديون أن هناك «تقارب بيتا مشروط» عندما تواجه الاقتصادات «تقارب بيتا» ولكنه تقارب مشروط بتثبيت متغيرات أخرى (أي بمعدل الاستثمار ومعدل النمو السكاني). لنقول إن «تقارب بيتا غير المشروط» أو «تقارب بيتا المطلق» موجود، يجب أن ينخفض معدل نمو الاقتصاد عندما يقترب من حالته المستقرة. بحسب جاك غولدستون، «في القرن العشرين، بلغ التباعد الكبير ذروته قبل الحرب العالمية الأولى واستمر حتى أوائل السبعينيات، لكن، بعد عقدين من التقلبات غير المحددة، حلّ محلّه التقارب العظيم في أواخر الثمانينيات مع تحقيق بلدان العالم الثالث معدلات نمو اقتصادي أعلى بكثير من تلك الموجودة في معظم دول العالم الأول»، وبعليه، يجب اعتبار التقارب الحالي استمرارًا للتباعد الكبير.

## محدوديته
أن تكون الدولة فقيرة لا يعني أن تحقيق نمو يخولها اللحاق بالدول الغنية أمر مضمون. شدد موزس أبراموفيتز على الحاجة إلى «القدرات الاجتماعية» للاستفادة من تقارب النمو. تشمل تلك القدرات القدرة على استيعاب التكنولوجيا الجديدة وجذب رؤوس الأموال والمشاركة في الأسواق العالمية. بحسب أبراموفيتز، يجب أن تكون هذه المتطلبات الأساسية موجودة في الاقتصاد قبل أن يتحقق التقارب في النمو، وهو ما يفسر وجود التباعد في عالمنا اليوم.
تفترض النظرية أيضًا أن التكنولوجيا تُتداول بحرية وهي بالتالي متاحة للبلدان النامية التي تحاول اللحاق بركب الدول الغنية. يمكن أن يعيق رأس المال مرتفع التكلفة أو غير المتاح لهذه الاقتصادات النمو وحدوث التقارب، خاصة أن  رأس المال في هذه البلدان نادر. غالبًا ما تعلق هذه البلدان في دورة كفاءة منخفضة حيث لأن التقنية الأكثر فاعلية باهظة الثمن ولا يمكن الحصول عليها. الاختلافات في تقنيات الإنتاجية هي ما يفصل الدول المتقدمة الرائدة عن الدول المتقدمة التالية، لكن بهامش ضيق، ما يعطي الدول التالية فرصة اللحاق بها. تستمر عملية التقارب طالما أن الدول التالية لديها ما تتعلمه من الدول الرائدة، وهو لن يتوقف إلا عندما تصبح فوارق المعرفة بين الدول الرائدة والدول التالية صغيرة جدًا فتُستنفد في النهاية.
بحسب الأستاذ جيفري ساكس، فإن التقارب لا يحدث في كل الأماكن لأن بعض الدول النامية يعتمد سياسة اقتصادية مغلقة، والتي يمكن حلها بالتجارة الحرة والانفتاح. في دراسة أجريت على 111 دولة بين عامي 1970 و 1989، خلص ساكس وأندرو وارنر إلى أن البلدان الصناعية حققت نموًا بنسبة 2.3% للفرد في العام، بينما حققت البلدان النامية ذات الاقتصاد المفتوح 4.55%، أما الدول النامية ذات الاقتصاد المغلق فـ 2% فقط.
أعلن روبرت لوكاس مفارقة لوكاس، وهي ملاحظة مفادها أن رأس المال لا يتدفق من البلدان المتقدمة إلى البلدان النامية على الرغم من حقيقة أن البلدان النامية لديها مستويات أقل من رأس المال المتاح لكل عامل. لكن هذا الإعلان واجه اعتراضات جدية في الآونة الأخيرة.